# Пунько Юрій Віталійович
Ю́рій Віта́лійович Пунько́ — майор Збройних Сил України, учасник російсько-української війни, що загинув у ході російського вторгнення в Україну в 2022 році.

## Життєпис
Загинув 2 березня 2022 року в результаті ворожого авіаудару під час оборони міста Чернігова.[джерело?]

## Нагороди
- орден «Богдана Хмельницького» ІІІ ступеня (2022, посмертно) — за особисту мужність і самовіддані дії, виявлені у захисті державного суверенітету та територіальної цілісності України, вірність військовій присязі.[1]